# Abbaye Saint-Victor-aux-Écluses de Genga
L'abbaye Saint-Victor-aux-Écluses (italien : abbazia di San Vittore alle Chiuse) est une abbaye et une église catholique romaine située dans la commune de Genga, Marche, Italie. L'édifice est connu depuis l'année 1007 et constitue un exemple de l'architecture byzantine en Italie. 

## Description
L'arrière de l'édifice est caractérisé par trois hautes absides dont la centrale est légèrement plus grande. Seule la partie   nord a conservé la décoration d'origine avec des rangées de pilastres et des petites arches. 
Du côté ouest se trouve la tour cylindrique qui a remplacé la deuxième tour carrée, écroulée à une date inconnue. Sur le même côté, une partie avant avec une entrée ogivale a été ajoutée aux XIIIe et XIVe siècles . 
Le Tambour, qui dépasse du centre de la construction, est de style arménien . 
L'intérieur a un plan à croix grecque inscrit dans un carré, avec quatre énormes colonnes, décorées d'éléments en brique, soutenant le dôme.

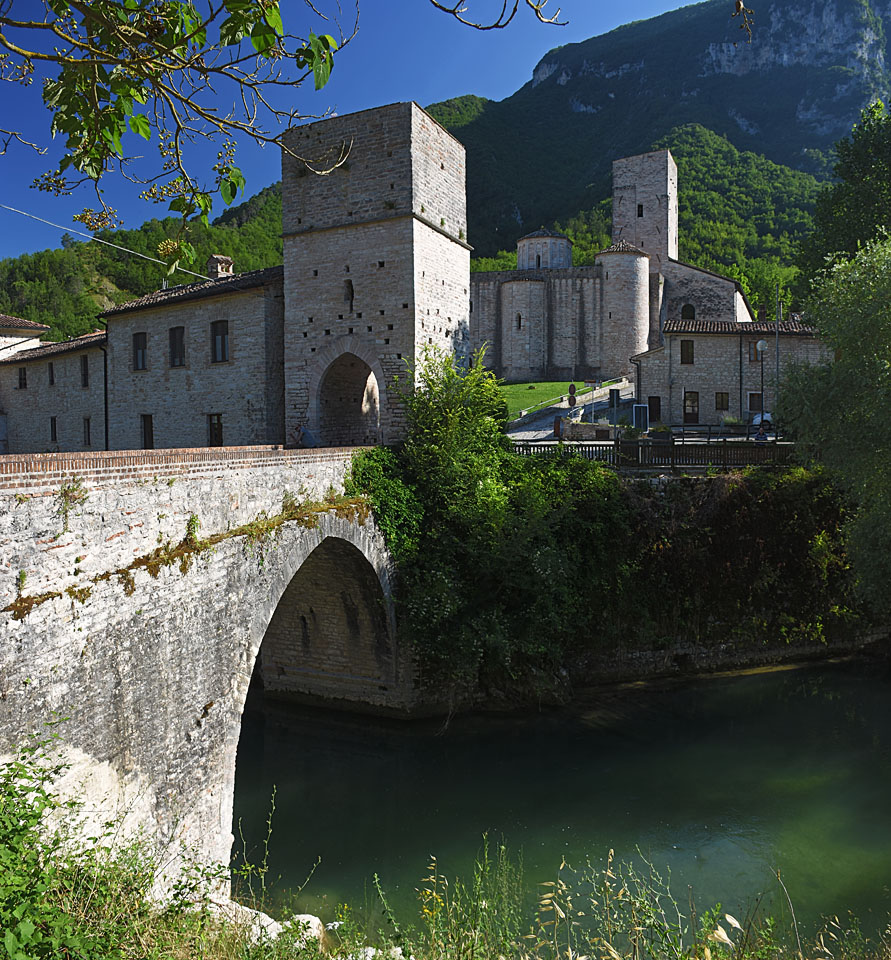
San Vittore et pont médiéval sur le fleuve Sentino.
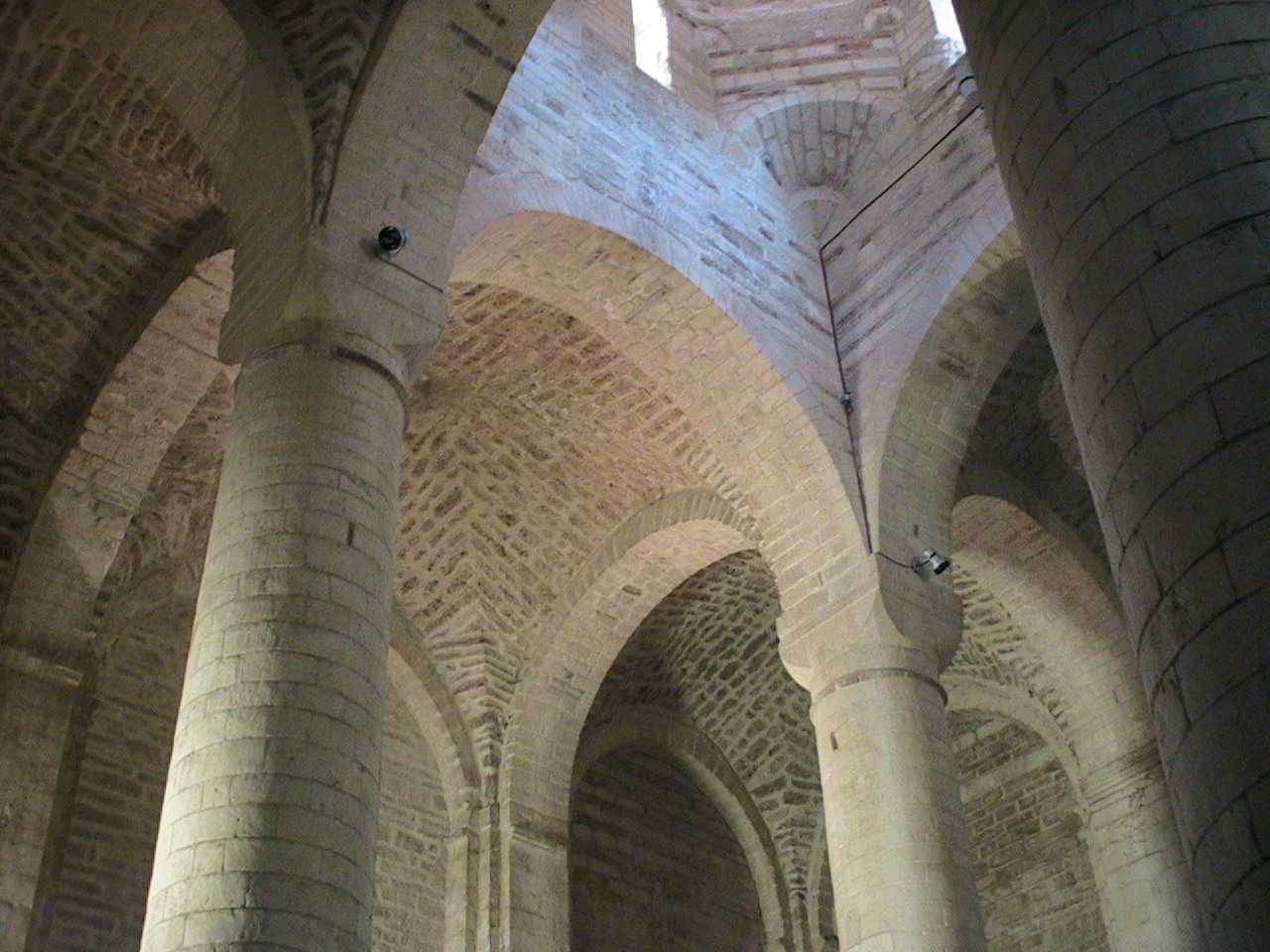
Intérieur de l'abbaye.
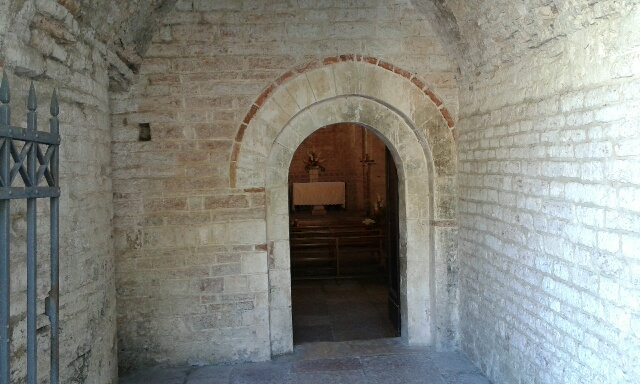
L'entrée de l'abbaye.
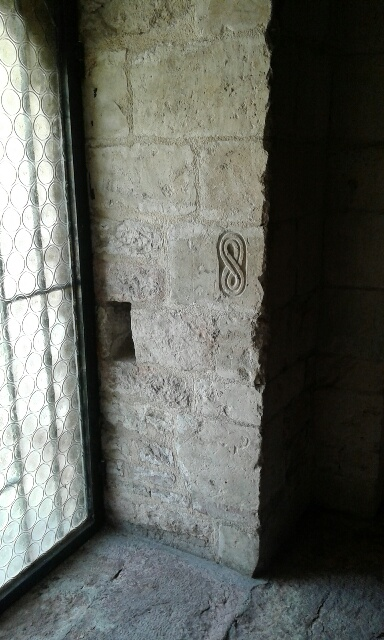
Symbole de l'infini gravé près de la porte à gauche de l'autel
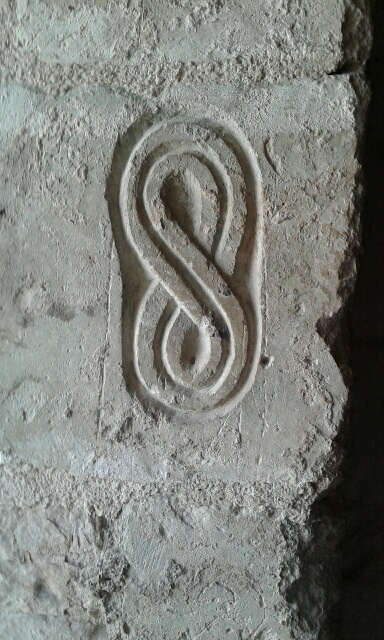
Symbole de l'infini